# Monastère Saint-Onuphre

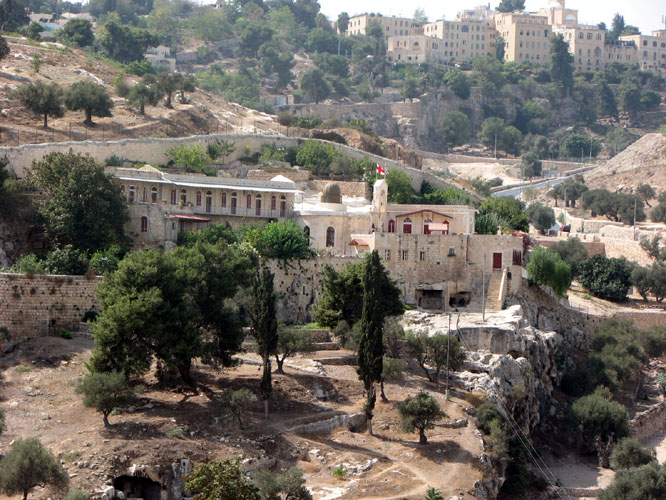
Vue du monastère

Le monastère Saint-Onuphre est un monastère féminin orthodoxe situé au champ du Potier (Akeldama en araméen) que les grands prêtres achetèrent avec l'argent abandonné par Judas Iscariote à qui ils avaient acheté la trahison pour trente pièces d'argent obtenues pour sa dénonciation de Jésus (Mt 27,6) L'endroit est situé au sud de Jérusalem-Est et donne sur le versant sud de la vallée de la Géhenne, près du Cédron. Il dépend du patriarcat orthodoxe de Jérusalem.

## Historique

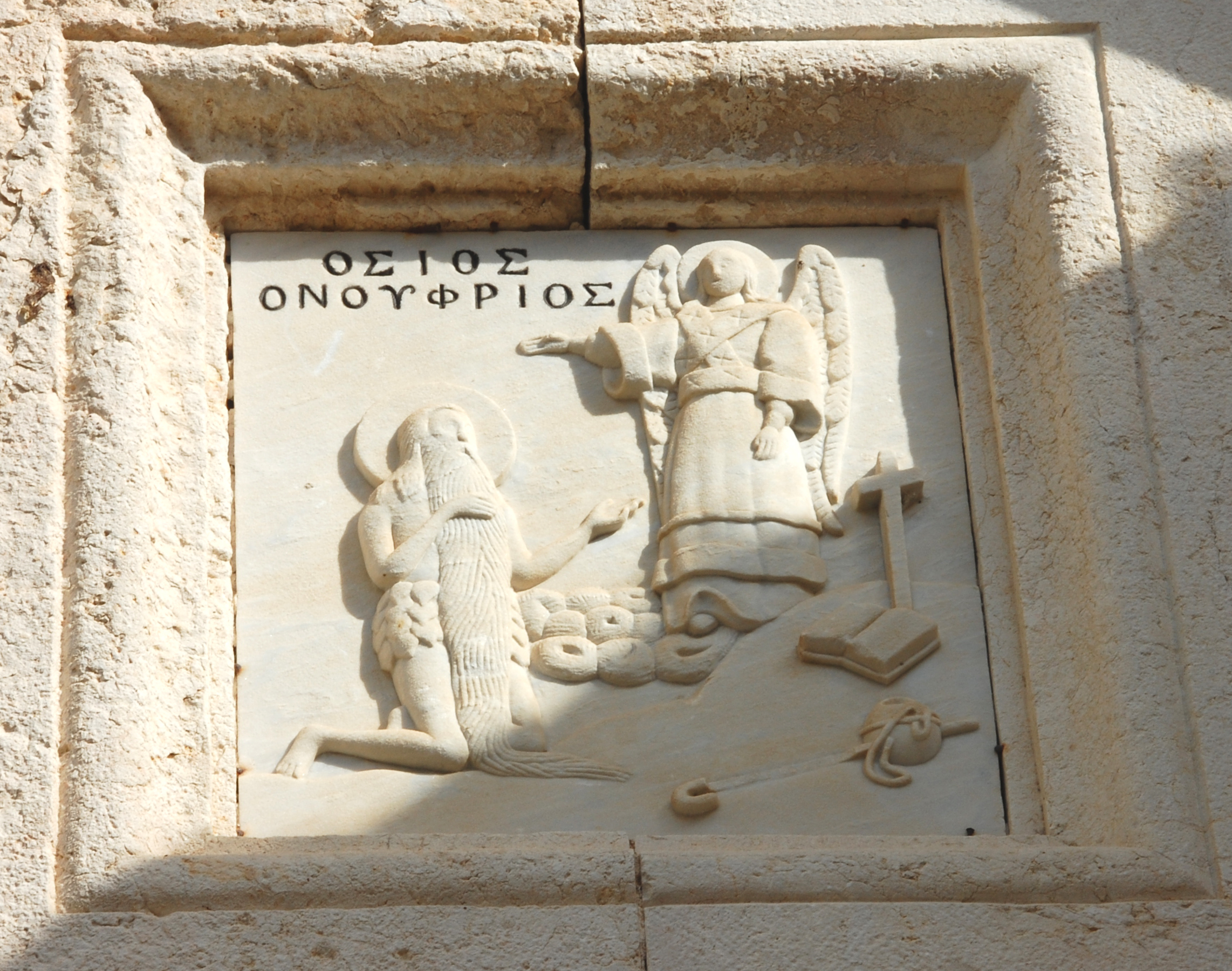
Bas-relief à l'entrée représentant Onuphre en prières

Le monastère est construit en 1892 sur les vestiges d'un lieu funéraire paléochrétien, constitué de niches creusées dans la roche pour les inhumations, où venait prier l'ermite saint Onuphre le Grand au IVe siècle. Le monastère conserve la grotte où habitait l'anachorète. Une autre grotte est dénommée grotte des Apôtres, car ils se cachèrent ici après la Crucifixion du Christ. Une église souterraine existe depuis la période constantinienne et a été agrandie au cours des siècles. Elle a été consacrée ensuite à saint Onuphre et les grottes se trouvent dans la partie sud de l'église. C'est de cette époque que la tradition orthodoxe conserve l'habitude de vouer nombre de chapelles funéraires des cimetières à saint Onuphre.
Le monastère actuel a été construit au milieu du XIXe siècle. Il comprend des terrasses qui dominent le bas de la vallée.

## Illustrations

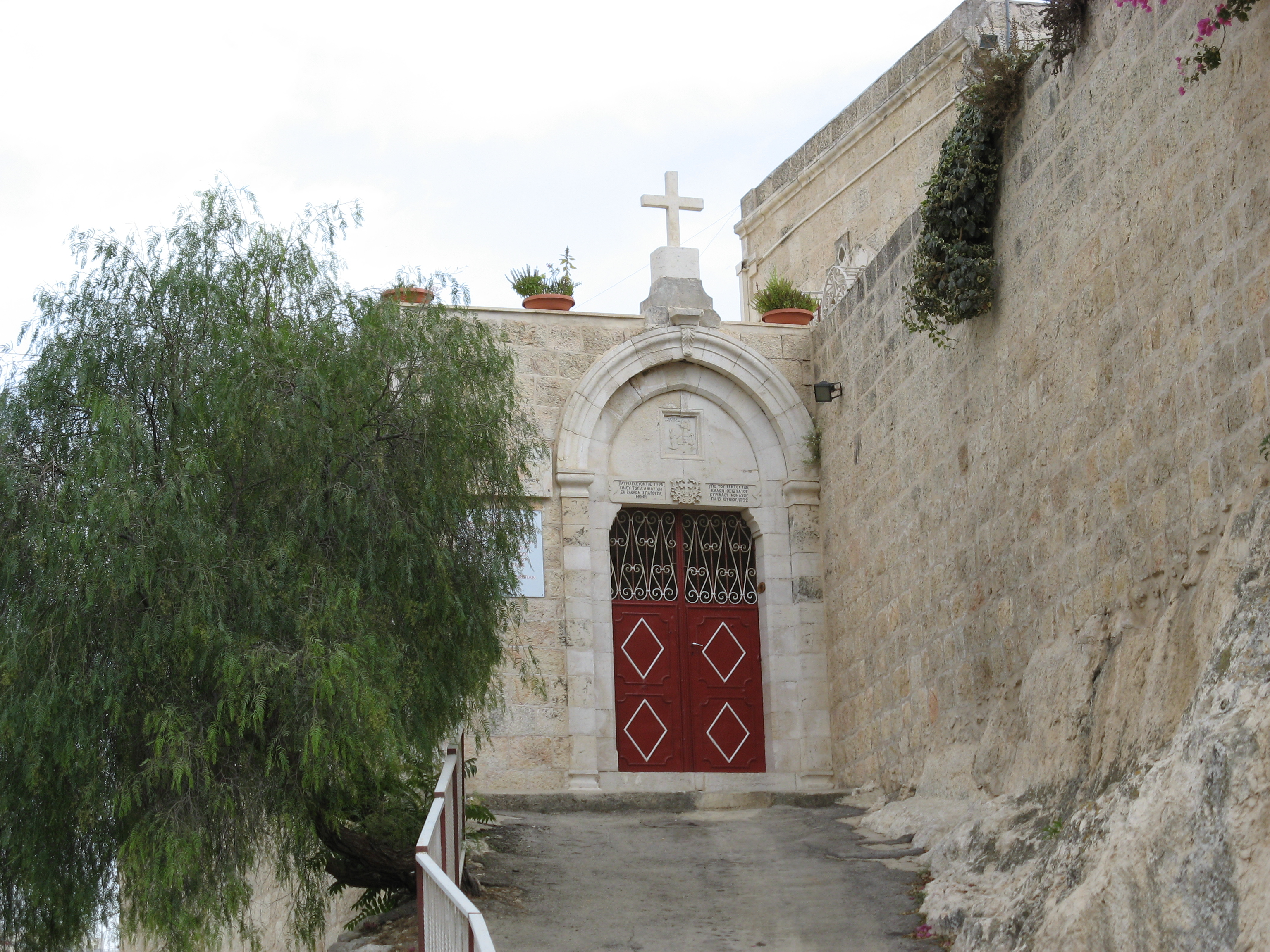
Entrée principale du monastère
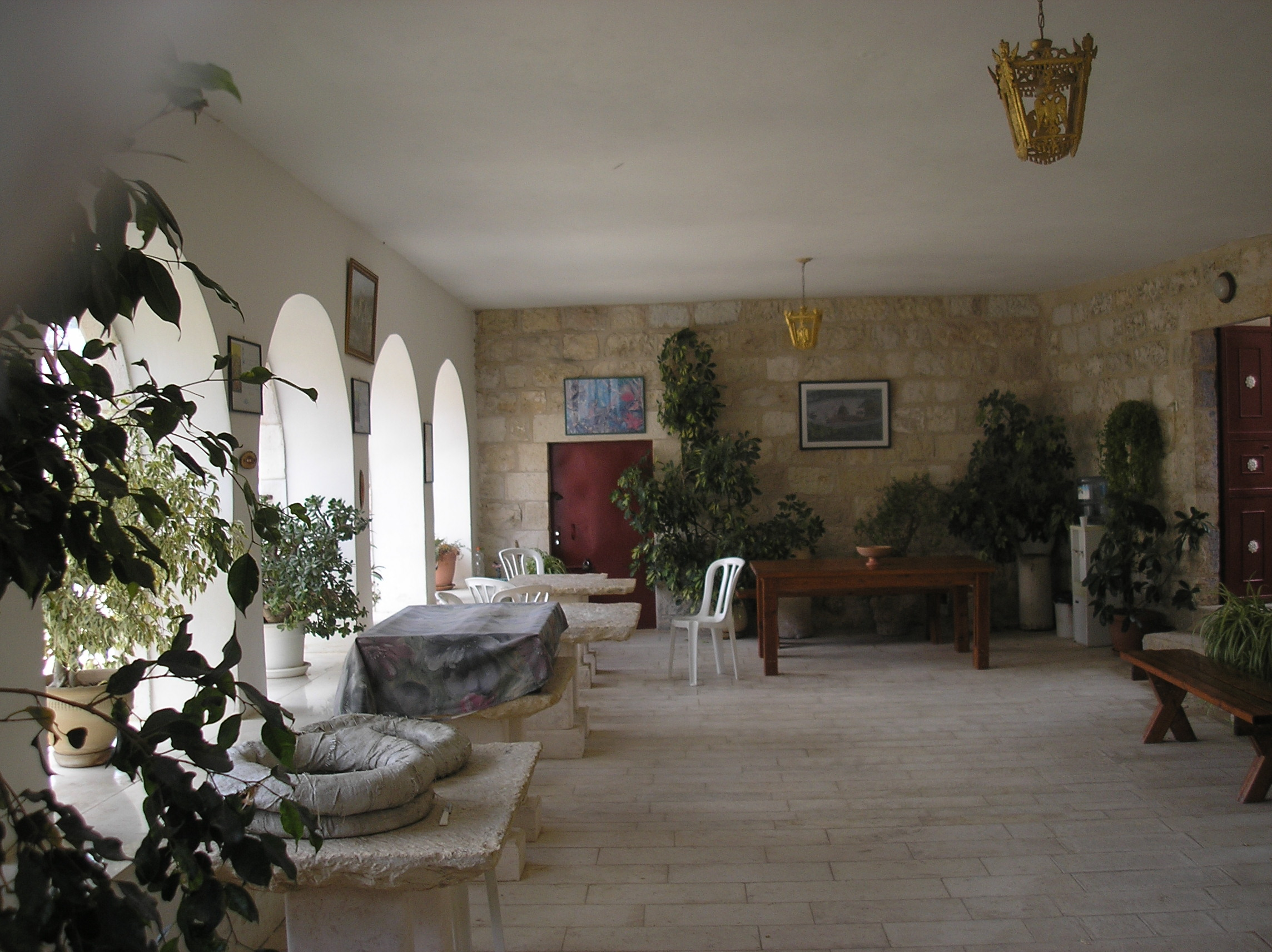
Terrasse d'entrée du monastère
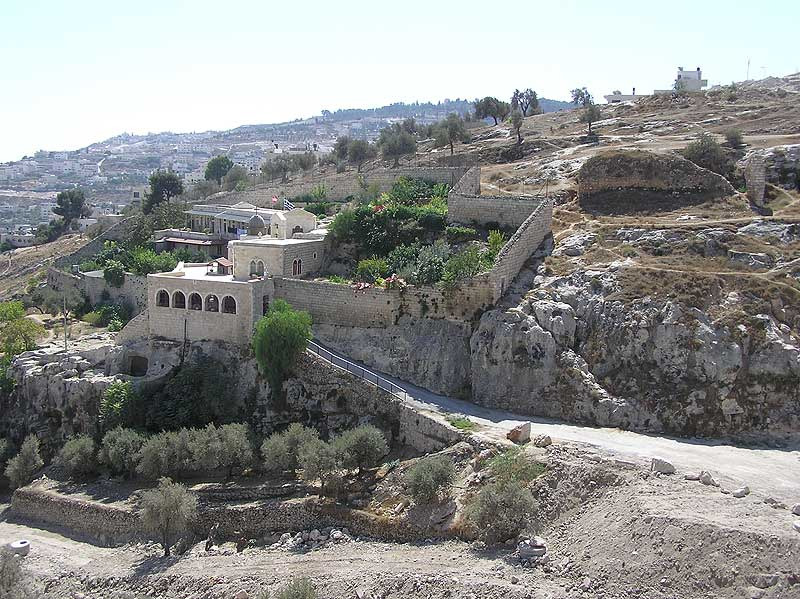
Entrée et arrière du monastère
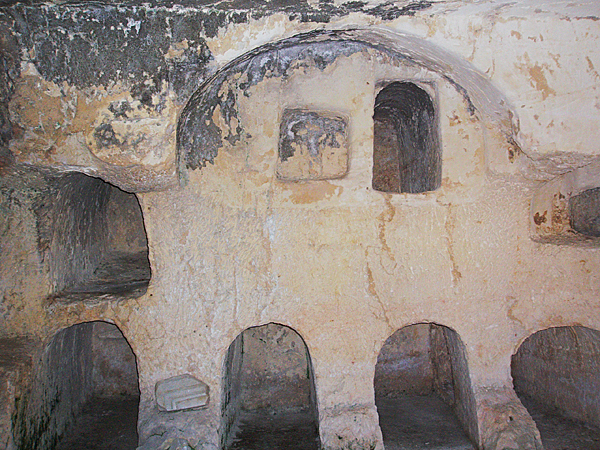
Niches funéraires

## Source
- (ru) Cet article est partiellement ou en totalité issu de l’article de Wikipédia en russe intitulé « Монастырь Онуфрия Великого (Акелдама) » (voir la liste des auteurs).